# Alfalfa County
Das Alfalfa County ist ein County im US-Bundesstaat Oklahoma. Das U.S. Census Bureau hat bei der Volkszählung 2020 eine Einwohnerzahl von 5.699 ermittelt. Der Verwaltungssitz (County Seat) ist Cherokee, das nach dem gleichnamigen nordamerikanischen Indianervolk benannt wurde.

## Geographie
Das County liegt im Nordwesten von Oklahoma, grenzt im Norden an Kansas und hat eine Fläche von 2283 Quadratkilometern, wovon 38 Quadratkilometer Wasserfläche sind. Es grenzt an folgende Countys:
| Barber County (Kansas) |              | Harper County (Kansas) |
| Woods County           |              | Grant County           |
|                        | Major County | Garfield County        |

## Geschichte

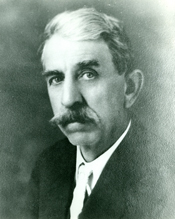
William H. Murray

Das Alfalfa County wurde am 16. Juli 1907 aus Teilen des Woods County gebildet. Benannt wurde es nach William „Alfalfa Bill“ Murray (1869–1956), einem Präsidenten der Verfassunggebenden Versammlung ("Constitutional Convention") und späteren Gouverneur von Oklahoma. Am 16. September 1893 wurde das Gebiet zur Besiedlung freigegeben.
Zwölf Bauwerke und Stätten des Countys sind im National Register of Historic Places eingetragen (Stand 20. Mai 2018).

## Demografische Daten

Alterspyramide des Alfalfa County (2000)

Nach der Volkszählung im Jahr 2000 lebten im Alfalfa County 6.105 Menschen in 2.199 Haushalten und 1.482 Familien. Die Bevölkerungsdichte betrug 3 Einwohner pro Quadratkilometer. Ethnisch betrachtet setzte sich die Bevölkerung zusammen aus 89,42 Prozent Weißen, 4,19 Prozent Afroamerikanern, 2,74 Prozent amerikanischen Ureinwohnern, 0,11 Prozent Asiaten, 0,05 Prozent Bewohnern aus dem pazifischen Inselraum und 1,38 % stammten aus anderen ethnischen Gruppen und 2,11 Prozent stammten von zwei oder mehr Ethnien ab. 2,9 Prozent der Bevölkerung waren spanischer oder lateinamerikanischer Abstammung, die verschiedenen der genannten Gruppen angehörten.
Von den 2.199 Haushalten hatten 26,9 Prozent Kinder unter 18 Jahre, die im Haushalt lebten. 59,3 Prozent waren verheiratete, zusammenlebende Paare, 5,7 Prozent waren allein erziehende Mütter. 32,6 Prozent waren keine Familien, 31,0 Prozent waren Singlehaushalte und in 17,6 Prozent der Haushalte lebten Menschen im Alter von 65 Jahren oder darüber. Die durchschnittliche Haushaltsgröße lag bei 2,29 und die durchschnittliche Familiengröße bei 2,86 Personen.
19,4 Prozent der Bevölkerung waren unter 18 Jahre alt, 6,4 Prozent zwischen 18 und 24, 28,7 Prozent zwischen 25 und 44, 25,2 Prozent zwischen 45 und 64 und 20,4 Prozent waren 65 Jahre oder älter. Das Durchschnittsalter betrug 42 Jahre. Auf 100 weibliche kamen statistisch 131,0 männliche Personen. Auf 100 Frauen im Alter von 18 Jahren oder darüber kamen 142,0 Männer.
Das jährliche Durchschnittseinkommen eines Haushalts betrug 30.259 USD und das durchschnittliche Einkommen einer Familie betrug 35.000 USD. Männer hatten ein durchschnittliches Einkommen von 24.067 USD gegenüber den Frauen mit 17.944 USD. Das Prokopfeinkommen betrug 14.704 USD. 11,8 Prozent der Familien und 13,7 Prozent der Bevölkerung lebten unterhalb der Armutsgrenze.

## Städte und Gemeinden
| - Aline - Amorita - Burlington - Byron | - Carmen - Cherokee - Goltry - Helena | - Ingersoll - Jet - Lambert |